# Полисадов, Василий Петрович
Василий Петрович Полисадов (1815—1878) — русский духовный писатель и проповедник, протоиерей, магистр Московской духовной академии, профессор Санкт-Петербургского университета. Был настоятелем русской посольской церкви в Берлине.

## Биография
Родился в 1815 году в семье дьячка в селе Игнатовское Лужковской округи Костромской губернии. После окончания курса в Костромской духовной семинарии (1838) и Московской духовной академии (1842) он был назначен на должность учителя Санкт-Петербургской духовной семинарии; кроме догматического и нравственного богословия, он преподавал в семинарии учение о вероисповеданиях, гомилетику и учение о должностях приходских священников, а с апреля 1843 года исполнял и секретарские обязанности. В марте 1845 года он был рукоположен во священники семинарской церкви.
В 1847 году Полисадов был назначен священником православного прихода при русской миссии в Швейцарии в качестве духовника великой княгини Анны Фёдоровны и настоятеля её домовой церкви. С 1849 года он стал священником при российской миссии в Париже; в 1854 году назначен настоятелем русской посольской церкви в Берлине. Живя в Западной Европе, он изучал западное богословие и философию; в Париже он слушал лекции Ж. Симона и Франка, в Берлине — лекции Вуттке «О влиянии Гегелевой философии на религию», а также лекции Тренделенбурга, Альтгаупта, Жорха и курс философии Мишле.
В 1858 году возвратился в Россию настоятелем Санкт-Петербургского Петропавловского собора и был приглашён в Санкт-Петербургский университет для чтения лекции по богословию; читал в университете также логику и психологию. В 1864 году он представлял Санкт-Петербургский университет на чествовании 50-летия Московской духовной академии.
Был награждён орденом Св. Анны 2-й степени с императорской короной (13.04.1863).
В 1871 году из-за ухудшения здоровья он оставил службу в университете и был зачислен в причт Исаакиевского собора; с 1874 года — в отставке. Умер в Санкт-Петербурге 2 (14) августа 1878 года. Похоронен на Волковском православном кладбище.

## Сочинения
- Христианство и неоплатонизм. — СПб., 1853. — 136 с.
- Борьба неоплатонической философии с христианством и победа христианства над язычеством. — 1855.

В 1857 году он издал за границей на немецком языке свои проповеди, произнесённые в церкви при колонии русских близ Потсдама; в 1858 году издал на французском языке поучения, сказанные в русской Берлинской церкви во время говения там молодых румын и других чужеземцев православного исповедания; известны также несколько его проповедей, рецензий иностранных книг и статей разного содержания, напечатанных в «Церковно-общественном вестнике», «Страннике» («Собеседования с протестантом в Берлине» (1860. — VIII), «Сила благодати Божией в немощи человеческой» (1861. — VIII), «Три опыта пастырских наставлений простому народу» (1862. — III)) и др. периодических изданиях.

## Семья
Жена (с 1845): Ольга Евфимиевна Флёрова, дочь священника Сретенской единоверческой церкви. Родилась 10 июня 1825 года в Санкт-Петербурге, умерла в Берлине 12 марта 1858 года. Их дети:
- Пётр (10.10.1848, Швейцария — 14.06.1876), врач-хирург
- Сергей (09.03.1850, Париж — 26.11.1894), капитан 1-го ранга, директор маяков и лоции Черного и Азовского морей
- Иона (12.03.1853, Париж — 18.03.1909), инженер морской строительной части
- Наталья (03.02.1855, Берлин — ?)
- Андрей (18.11.1856, Берлин — ?), выпускник 1-го Петербургского реального училища (1875), делопроизводитель Дирекции маяков и лоции Белого моря.